# Notopygus scutellatus
Notopygus scutellatus là một loài tò vò trong họ Ichneumonidae.